# بنجامين فوتييه
بنجامين فوتييه (بالفرنسية: Benjamin Vautier)‏ هو رسام سويسري، ولد في 27 أبريل 1829 في مورس في سويسرا، وتوفي في 25 أبريل 1898 في دوسلدورف في ألمانيا.